# أندرو جونسون (لاعب)
أندرو جونسون (بالإنجليزية: Andrew Johnson)‏، من مواليد 10 فبراير 1981 في بدفورد في إنجلترا، لاعب كرة قدم إنجليزي.
بدأ مسيرته الكروية مع نادي برمنغهام سيتي في عام 1997، ولعب معهم حتى عام 2002، وشارك معهم في 83 مباراة وسجل 8 أهداف، وفي عام 2002 انتقل إلى نادي كريستال بالاس، ولعب معهم حتى عام 2006، وشارك معهم في 140 مباراة وسجل 74 هدف، لعب مع إيفرتون من 2006 إلى 2008 حيث انتقل لنادي فولهام ويلعب معهم حتى الآن.
و قد بدأ باللعب مع منتخب إنجلترا لكرة القدم في عام 2005.

## مسيرته الكروية
لعب أندرو جونسون خلال مسيرته الاحترافية مع 5 أندية في سبعة عشر موسمًا وسجل خلالها 114 هدف ضمن 393 مباراة. ولم يفز بأي موسم بالكأس أو بالدوري.
خاض أندرو جونسون مسيرته مع نادي برمنغهام سيتي في موسم 1998–99 ليلعب معه أربعة مواسم، مشاركًا في 83 مباراة سجل خلالها 8 أهداف. ثم انتقل إلى نادي كريستال بالاس في موسم 2002–03 في المرة الأولى ليلعب معه أربعة مواسم ثم في موسم 2014–15 لمدة موسم واحد، حيث شارك طوالها في 143 مباراة سجل خلالها 74 هدفًا. لينتقل بعدها إلى نادي إيفرتون في موسم 2006–07 ولمدة موسمين، مشاركًا في 61 مباراة سجل خلالها 17 هدفًا. ثم انتقل إلى نادي فولهام في موسم 2008–09 ليلعب معه أربعة مواسم، مشاركًا في 86 مباراة سجل خلالها 13 هدفًا. هذا وانتقل لاحقًا إلى نادي كوينز بارك رينجرز في موسم 2012–13 ولمدة موسمين، مشاركًا في 20 مباراة سجل خلالها هدفين.

## روابط خارجية
- أندرو جونسون على موقع الاتحاد الدولي (مؤرشف)  (الإنجليزية)
- أندرو جونسون على موقع قاعدة بيانات كرة القدم.إي يو (الإنجليزية)
- أندرو جونسون على موقع ناشيونال فوتبول تيمز (الإنجليزية)
- أندرو جونسون على موقع Soccerbase.com (لاعب) (الإنجليزية)
- أندرو جونسون على موقع Soccerway.com (الإنجليزية)
- أندرو جونسون على موقع عالم كرة القدم.نت (الإنجليزية)
- أندرو جونسون على موقع كووورة
- أندرو جونسون على موقع AS.com (الإسبانية)